# Jeanuël Belocian
Jeanuël Belocian, né le 17 février 2005 aux Abymes (Guadeloupe), est un footballeur français qui évolue au poste de défenseur central ou de latéral au Bayer Leverkusen.

## Biographie
Étant né et ayant grandi en Guadeloupe, où il joue avec le Stade Lamentinois, Jeanuël Belocian intègre le pôle espoirs de Guadeloupe en 2018, pour deux ans de préformation.

### Carrière en club

#### Stade rennais FC
En 2020, Jeanuël Belocian rejoint le club du Stade rennais FC. Le 10 novembre 2021, il y signe son premier contrat professionnel.
Le 20 mars 2022, il dispute son premier match avec les Rouge et Noir en remplaçant Nayef Aguerd à la 79e minute lors d'une victoire de six buts à un en championnat contre le FC Metz,.
Lors de la saison 2022-2023, Jeanuël Belocian fait ses débuts en Ligue Europa contre l'AEK Larnaca le 3 novembre 2022 lors de la 6e journée de la phase de groupes. Il est titularisé pour la première fois en professionnel lors de ce match à domicile qui se solde par un nul, un but partout.
Le 23 février 2023, après 118 minutes à avoir « tenu la baraque » selon le journal L'Équipe, il marque un but contre son camp qui permet à l'équipe adverse, le Chakhtar Donetsk, de faire 3-3 sur l'ensemble des deux matchs. Le Stade rennais FC est ensuite éliminé à l'issue de la séance de tir au but (4-5),.
Le 7 juillet 2023, à l'aube de la saison 2023-2024, Jeanuël Belocian prolonge son contrat d'une année supplémentaire, soit jusqu'en juin 2025.

#### Bayer Leverkusen
Le 7 juin 2024, Jeanuël Belocian quitte son club formateur et rejoint le Bayer Leverkusen, champion d'Allemagne en titre. Avec le club allemand, il paraphe un contrat de cinq ans, soit jusqu'en juin 2029,.
Le 6 janvier 2025, le Bayer Leverkusen annonce que la saison de Jeanuël Belocian est terminée suite à un déchirement du ligament croisé antérieur droit dont ce dernier a été victime,.

### Carrière en sélection nationale
Jeanuël Belocian est international français en équipes de jeunes.
Le 30 avril 2022, il est sélectionné avec l'équipe de France des moins de 17 ans pour l'Euro 2022. Il s'impose comme un titulaire lors de la compétition continentale, où la France se qualifie aux tirs au but face au Portugal (2-2),.
Le 1er juin 2022, il remporte l'Euro 2022 en Israël après une victoire 2-1 contre les Pays-Bas.
En juin 2023, il participe au Festival international espoirs – Tournoi Maurice-Revello avec l'équipe de France espoirs.

## Vie privée
Jeanuël Belocian est le frère cadet de Wilhem Belocian, athlète olympique français spécialiste du 110 mètres haies.

## Statistiques
| Saison                | Club                  | Championnat           | Championnat | Championnat | Championnat | Coupe(s) nationale(s) | Coupe(s) nationale(s) | Coupe(s) nationale(s) | Supercoupe | Supercoupe | Supercoupe | Compétition(s) continentale(s) | Compétition(s) continentale(s) | Compétition(s) continentale(s) | Compétition(s) continentale(s) | Total | Total | Total |
| Saison                | Club                  | Division              | M.          | B.          | P.d.        | M.                    | B.                    | P.d.                  | M.         | B.         | P.d.       | Comp.                          | M.                             | B.                             | P.d.                           | M.    | B.    | P.d.  |
| 2021-2022             | Stade rennais FC      | Ligue 1               | 1           | 0           | 0           | 0                     | 0                     | 0                     | -          | -          | -          | C4                             | 0                              | 0                              | 0                              | 1     | 0     | 0     |
| 2022-2023             | Stade rennais FC      | Ligue 1               | 8           | 0           | 0           | 0                     | 0                     | 0                     | -          | -          | -          | C3                             | 3                              | 0                              | 0                              | 11    | 0     | 0     |
| 2023-2024             | Stade rennais FC      | Ligue 1               | 23          | 0           | 1           | 1                     | 0                     | 0                     | -          | -          | -          | C3                             | 3                              | 0                              | 0                              | 27    | 0     | 1     |
| Sous-total            | Sous-total            | Sous-total            | 32          | 0           | 1           | 1                     | 0                     | 0                     | -          | -          | -          | -                              | 6                              | 0                              | 0                              | 39    | 0     | 1     |
| 2024-2025             | Bayer Leverkusen      | Bundesliga            | 5           | 0           | 0           | 1                     | 0                     | 0                     | 1          | 0          | 0          | C1                             | 2                              | 0                              | 0                              | 9     | 0     | 0     |
| Total sur la carrière | Total sur la carrière | Total sur la carrière | 37          | 0           | 1           | 2                     | 0                     | 0                     | 1          | 0          | 0          | -                              | 8                              | 0                              | 0                              | 48    | 0     | 1     |

## Palmarès

### En club
| Bayer Leverkusen (1)                             |
| ------------------------------------------------ |
| - Supercoupe d'Allemagne (1) - Vainqueur : 2024. |

### En sélection nationale
| France -17 ans (1)                                     |
| ------------------------------------------------------ |
| - Championnat d'Europe -17 ans (1) - Vainqueur : 2022. |